# La Crise des sciences européennes et la phénoménologie transcendantale
La Crise des sciences européennes et la phénoménologie transcendantale est un texte d'Edmund Husserl issu du volume VI des Husserliana publié en 1954, soit seize ans après la mort du philosophe. Le manuscrit de départ remonte aux années 1935-1936. Ce texte est composé de deux écrits d'importance inégale, le texte principal et des textes complémentaires. Le traducteur français Gérard Granel y voit une troisième étape dans l'évolution de la pensée du philosophe et son véritable testament.
Le présent article emploie le diminutif « Krisis  » pour désigner cette œuvre (tiré du titre allemand : Krisis der europäischen Wissenschaften und die transzendantale Phänomenologie).

## Composition générale de l'ouvrage
L'Encyclopædia Universalis donne le résumé suivant : « les deux premières parties du « texte principal » ont d'abord paru dans la revue Philosophia (1936) : « La Crise des sciences comme expression de la crise radicale de la vie dans l'humanité européenne » (paragraphes 1 à 7) ; « Élucidation de l'origine de l'opposition moderne entre l'objectivisme physiciste et le subjectivisme transcendantal » (paragraphes 8 à 27). La troisième partie : « Clarification du problème transcendantal. La fonction qui dans ce contexte revient à la psychologie » (paragraphes 28 à 73), plus composite, provient des manuscrits. L'ouvrage comprend aussi de très importants compléments, dont une conférence prononcée à Vienne en 1935 : La crise de l'humanité européenne et la philosophie  et, parmi les appendices, L'origine de la géométrie ». Dans la première partie du texte, l'auteur confère une importance décisive à l'articulation entre la philosophie et les sciences qu'il définit comme un rapport de fondation. Une partie importante de sa réflexion est ensuite consacrée à la différenciation de la science entre « science de la nature » et « science de l'esprit », question qui réapparaît vers la fin
de l'œuvre.
Les paragraphes 9 à 27 sont consacrés aux traits particuliers des Temps modernes, que l'on peut regrouper sous quatre thèmes principaux : la rupture galiléenne, l'origine et le renforcement du dualisme, les limites de l'époché cartésienne, à laquelle Husserl reproche de ne pas être assez radicale et la nécessité de cheminer avec Kant dans la voie de la « phénoménologie transcendantale », dans l'espoir de dévoiler le fondement ultime de tous les phénomènes du monde. 
Parcourant ce nouveau chemin, les paragraphes 28 à 73 sont consacrés au développement du concept de « monde de la vie », au phénomène de l'« a priori correlationnel » et l'analyse sur plusieurs paragraphes du paradoxe de la subjectivité humaine, à la fois sujet et objet du monde. « Avec la Krisis, ainsi que les autres œuvres qui jalonnent cette période de sa philosophie, Husserl explicite radicalement son tournant ontologique au sein de la phénoménologie. il tente de faire du « monde de la vie » un objet de science au même titre que tout objet de science (qu'elle soit naturelle, humaine ou historique). Toutefois, il faut garder à l'esprit que cet objet est un « a priori universel de corrélation », au sens où il ne possède pas les mêmes caractères « empiriques » que l'objet étudié par les autres sciences », écrit Mario Charland.

## La tâche de laKrisis

### Diagnostic de la crise
La crise à laquelle il s'agit de répondre est issue de l'objectivisme. « Il ne s'agit pas à proprement parler de la crise de la théorie physique, mais de la crise atteignant la signification des sciences pour la vie elle-même » écrit Jean-François Lyotard . L'œuvre intervient dans le contexte politique des années 1935-1936,  moment le plus crucial pour l'Europe où l'on peut percevoir « comme une espèce de basculement d'un Monde, qui se prenait pour le Monde », écrit Gérard Granel. « La baisse de la foi en une raison absolue entraîne une baisse de la foi en un sens de l'histoire, du monde, de l'humanité, et de l'homme lui-même [...] Nous sommes devant le plus grand danger : un naufrage sceptique » écrit l'auteur anonyme de l'article sur la Krisis ,. « Une des tâches de la Krisis est de soumettre la philosophie moderne à l'examen critique de sa dépendance à l'égard du modèle galiléen et de l'idée absolutisée de la nature qu'il impose » écrit Pierre Guenancia. Husserl se propose d'analyser les causes de cette crise (qui est en réalité une crise de la raison) en remontant aux origines de l'Europe dont il va chercher à montrer qu'elles déterminent, à la manière d'une « entéléchie » son destin. Ce que Husserl reproche aux sciences modernes c'est  d'avoir creusé un fossé infranchissable entre elles (le monde de la science) et le monde de la vie, le monde environnant (de la vie) (Lebenswelt, Lebens-umwelt). Gérard Granel résume ainsi le projet explicite de la Krisis « réveiller sous la forme de la « philosophie transcendantale » [...] l'immanence de la raison dans l'homme, qui définit son humanité ».
« Le symptôme de la crise des sciences européennes est l'oubli ou la mésinterprétation du sol ou de l'origine de la pensée scientifique moderne [...]  C'est cette substitution d'un monde spatio-temporel au monde concret et quotidien, au monde de la vie, que Husserl entreprend longuement de rendre présente aux esprits élevés dans l'évidence de l'idée galiléenne de la nature »,. « La science moderne ne peut pas guérir la conscience européenne, car elle est elle-même l'une des causes de cette crise (elle est d'ailleurs elle-même en crise, faute de s'être interrogée sur son essence : elle n'est pas un ensemble de faits, mais une émanation de l'esprit humain - comme le montrent les incertitudes de la physique quantique). La science est incapable de guérir la conscience européenne, elle n'a rien à nous dire concernant les problèmes fondamentaux de l'existence et loin d'être neutre, elle peut être, dans ses applications techniques, un puissant auxiliaire de la barbarie ».

### Origine de la crise
Selon Husserl, la « méthode scientifique » repose sur un fondement subjectif caché et oublié. Husserl reconnaît en Descartes, « l'initiateur des temps modernes » ; avec lui, « la philosophie porte en elle l'idée directrice d'une fondation de toutes les sciences. Comme science universelle, la philosophie doit fonder la scientificité de toutes les sciences », écrit Emmanuel Housset. 
Le philosophe, face à la crise actuelle sur le fondement ultime des sciences, s'interroge sur le  « motif originel » « qui donne son sens depuis Descartes à toutes les philosophies modernes [...] [motif originel] que l'on ne peut obtenir que si l'on s'enfonce dans l'unité de l'historicité de la philosophie moderne dans son ensemble, [...] [à savoir la question] de l'ultime source de toutes les formations de connaissance, c'est l'auto-méditation du sujet connaissant sur soi-même et sur sa vie de connaissance, dans laquelle toutes les formations scientifiques qui valent pour lui ont lieu « téléologiquement », sont conservées comme un acquis et sont devenues librement disponibles », écrit Husserl« Ce qui constitue finalement le sens d'unité téléologique qui traverse toutes les tentatives de système de l'histoire de la philosophie dans son ensemble, n'est-ce pas de laisser percer cette vue théorique, selon laquelle la science n'est en général possible que comme philosophie universelle, celle-ci demeurant une unique science à travers toutes les sciences [...] que toutes les connaissances reposeraient sur un seul et unique fondement ? ».  Husserl évoque une « théorie téléologique de l'histoire ».

### La réponse à la crise
Face à des sciences que le philosophe juge sans fondement indubitable, Husserl cherche à construire une philosophie, appelée transcendantale qui aura pour ambition de « régresser vers la subjectivité connaissante comme vers le lieu originel de toute formation objective et de toute validité d'être ». Pour mettre à jour le fondement caché et oublié de la méthode scientifique, Husserl procède dans la Krisis selon un double mouvement : le premier mouvement consiste à déconstruire l'histoire de la philosophie jusqu'à Kant, pour déceler le « refoulé et l'oublié » qui commandent toute cette histoire, pour dans un deuxième temps extraire ce qu'il appelle le « monde de la vie » pour faire apparaître sa part de « constitué » avec sa constitution dans l'« égologie absolue ».
Dans cette œuvre, Husserl s'emploie à frayer, par la réduction phénoménologique, une autre voie que celle trop cartésienne des Ideen, « une nouvelle voie vers la phénoménologie transcendantale qui s’appuierait sur une prise en vue thématique du monde de la vie , la Lebenswelt, comme sol pré-scientifique ainsi que sur ses modes de donation propres » (monde pré-scientifique, soit monde tel qu'il se donne par opposition au monde exact construit par les sciences modernes de la nature). Comme le remarque Julien Farges, de nombreux paragraphes de la Krisis comportent cette expression de « monde de la vie » étudié sous divers angles, par exemple vis-à-vis des sciences, dans l'œuvre de Kant, face à l'attitude naïve, de la nécessité d'une ontologie du « monde de la vie ».
Le chemin poursuivi jusqu'ici, notamment dans les Ideen, qui partait de problèmes logiques ou des questions perceptives, conduisait à l'« ego absolu ». Avec la Krisis, l'historicité est réintroduite et le philosophe prend conscience de sa situation de ce que nous sommes actuellement avec nos préjugés qui résultent en réalité « des sédimentations de l'histoire ».

## L'ambition de laKrisis
« Une des tâches de la Krisis est de soumettre la philosophie moderne à l'examen critique de sa dépendance à l'égard du modèle galiléen et de l'idée absolutisée de la nature qu'il impose » écrit Pierre Guenancia. L’idée de science universelle qui guidait les Méditations cartésiennes et qui était le rêve de toute la phénoménologie, se retrouve mise en question. [...]  La tradition antique qui préjuge tacitement qu’il y a une vérité ultime, un être-en-soi ultimement valable, absolu (...) un monde vrai est rejetée. « Les questions qu’aborde la Krisis sont les questions qui portent sur le sens ou sur l’absence de sens de toute existence humaine ». Retrouver du sens c'est lutter contre le nihilisme ambiant pour qui « les questions qu’aborde la Krisis sont les questions qui portent sur le sens ou sur l’absence de sens de toute cette existence humaine [...] l’événement historique n’est rien d’autre qu’un enchaînement incessant d’élans illusoires et d’amères déceptions ».  Pour cela « il s’agit très clairement pour Husserl de renouveler l’intérêt du thème si souvent traité de la crise européenne en développant l’idée historico-philosophique (ou encore le sens téléologique) de l’humanité européenne ». Par sens téléologique, il faut entendre la téléologie de la raison. L’histoire de l’Europe est la téléologie de la raison. Husserl se positionne quant à cette crise et tente de la résoudre par le biais de la phénoménologie transcendantale. Le monde perd de son évidence : « ce que j’avais là autrefois devant les yeux comme le monde étant et valant pour moi, cela est devenu un simple phénomène ».

## Les chemins vers la phénoménologie transcendantale

### Le monde de la vie
Julien Farges relève dans son article des Études germaniques que la troisième section de la Krisis est consacrée à « la prise en vue thématique de la Lebenswelt comme sol pré-scientifique ainsi que sur ses modes de donation propres ».  Une dizaine de paragraphes font explicitement référence, dans cette section au « monde de la vie ». 
Husserl juge au § 28 que la problématique kantienne d'une critique de la raison présuppose l'existence d'un monde de la vie, in-interrogé, de vérités acceptées d'avance comme une évidence. Ce monde exercerait une domination cachée. « Toute pensée scientifique et toute problématique philosophique comportent des évidences préalables : que le monde est, qu'il est toujours d'avance là, que toute expérience présuppose déjà le monde dans son être ». Ce long paragraphe expose les liens de l'espace et de la chair. Emmanuel Housset, résume « l'apparition de la chose physique et l'appréhension de ma chair sont indissociables l'une de l'autre et c'est une telle corrélation qui est à l'origine de l'espace ».
Au § 29, Husserl aborde des phénomènes que l'on appelle couramment subjectifs mais qui sont « des processus d'esprit , qui s'acquittent par une nécessité d'essence de la fonction de constituer des formations de sens ».
Du § 30 au 32, Husserl dénonce l'absence de radicalité de la méthode kantienne et la confusion qui découle de l'usage de la science psychologique tout en  reconnaissant « la possibilité d'une vérité cachée dans la « philosophie transcendantale » de Kant ».
Le § 33 réintroduit la subjectivité et l'historicité du savant dans un monde de la vie qui sert de sol intangibles aux théories scientifiques. Ce monde est essentiellement éprouvé et donné dans l’intuition, déterminé par les intérêts pratiques de la vie quotidienne.

### L'a prioricorrélationnel
Ce que découvre Husserl, selon l'intitulé même du § 48, c'est que « tout étant quel qu'en soit le sens [...] est l'index d'un système subjectif de corrélation », et que cette corrélation forme ce qu'il appelle un a priori universel, écrit Renaud Barbaras.
Au § 36 de la Krisis, Husserl note « nous autres qui sommes depuis l’école prisonniers de la métaphysique traditionnelle objectiviste n’avons tout d’abord aucun accès à l’idée d’un « a priori universel » relevant purement du monde de la vie » souligné par Jean Vioulac. Le premier objet correspondant à l'« a priori universel » va être le monde de la vie lui-même.

### L'énigme de subjectivité humaine
À partir du § 53, Husserl s'intéresse, selon l'intitulé de ce paragraphe, au « paradoxe de la subjectivité humaine : être sujet pour le monde, et en même temps être objet dans le monde ». La résolution du paradoxe passe par la possibilité d'accéder à la philosophie transcendantale en partant d'une psychologie rénovée, c'est-à-dire débarrassée du préjugé dualiste (paragraphes 58 à 67).
Au § 68 Husserl, étudie ce qu'il appelle la problématique universelle de l'intentionnalité comme quoi dans la vie de conscience on ne trouve pas des « data-de-couleur », (des faits), des « data-de-son », des « data-de-sensation », mais on trouve ce que déjà Descartes découvrait, le cogito, avec ses cogitata, autrement dit l'intentionnalité, je vois un arbre, j'entends le bruissement des feuilles, c'est-à-dire, non un objet dans une conscience mais une « conscience de ».